# Gertrudis de Sulzbach

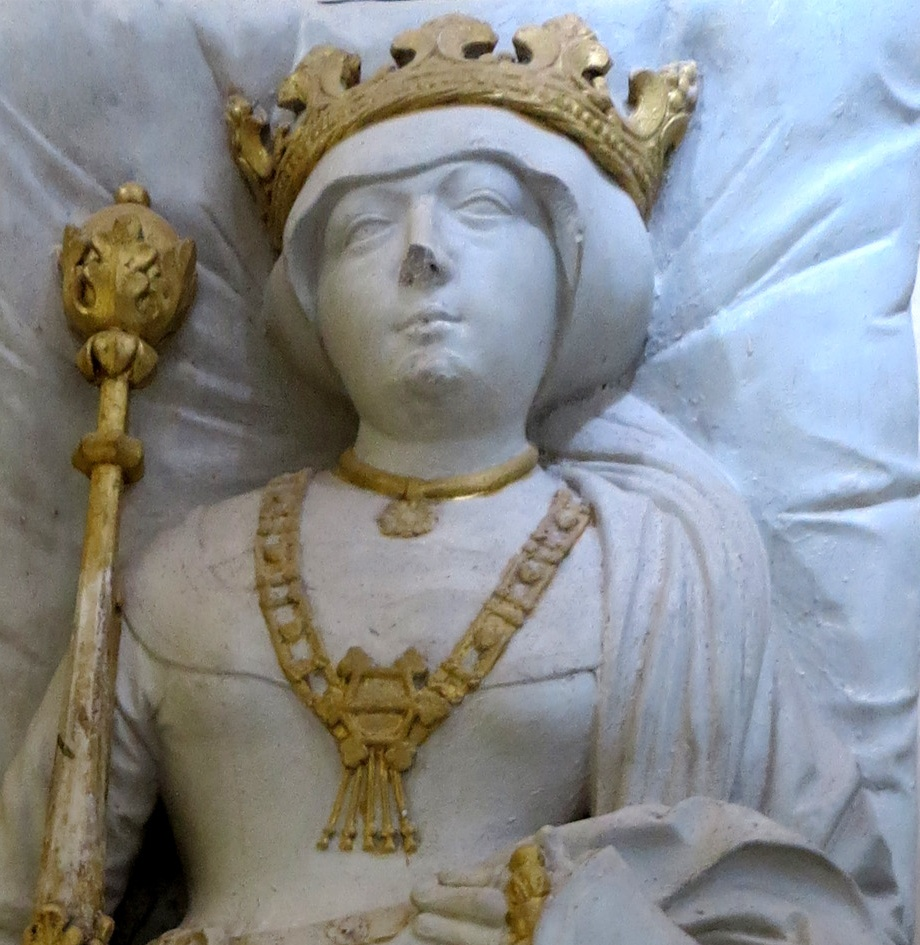
Efigie de Gertrudis de Sulzbach. Monasterio de Ebrach

Gertrudis de Sulzbach (en alemán: Gertrud von Sulzbach) (ca. 1114-Hersfeld, 14 de abril de 1146) fue «reina de romanos» por su matrimonio con Conrado III en segundas nupcias.

## Familia
Era hija de Berengar, conde de Sulzbach (h. 1080-3 de diciembre de 1125) y su segunda esposa Adelaida de Wolfratshausen. En 1111, Berengario estaba entre los nobles que acudieron a la coronación del emperador Enrique V. Se le menciona entre los fiadores de documentos relacionados con la coronación. En 1120, Berengario está documentado haciendo una donación al príncipe-arzobispo de Bamberg. Se le menciona como fundador del Prevostado de Berchtesgaden y abadía de Baumburg. También fue cofundador de la abadía de Kastl. Fue uno de los gobernantes que firmaron el Concordato de Worms (23 de septiembre de 1122). En agosto de 1125, Berengario aparece mencionado en documentos de Lotario III, rey de romanos. La muerte de Berengario se menciona cuatro meses después.
La identidad de su madre se menciona en la "Kastler Reimchronik", Vers 525. Adelaida es mencionada en otros documentos del siglo XII como "condesa de Sulzbach", sin mencionar a su marido. "De Fundatoribus Monasterii Diessenses" contiene una genealogía bastante confusa en relación con sus dos hijas más destacadas. Otón II, conde de Wolfratshausen, padre de Adelaida, aparece como padre de Richenza, "emperatriz" y "María, emperatriz de los griegos". Richenza fue la emperatriz de Lotario III. El autor del texto, aparentemente, la ha confundido con Gertrudis de Sulzbach, esposa de Conrado III de Alemania. María es probablemente una confusión con "Irene" el nombre de bautismo de Berta de Sulzbach, esposa de Manuel I Comneno. Ambas eran en realidad nietas de Otón, hijas de Berengario y de Adelaida. Berta era una hermana de Gertrudis.
Entre los hermanos que se conocen de Gertrudis se encuentran (1) Gebardo III, conde de Sulzbach, (2) Adelaida, abadesa de Niedernburg en Passau, (3) Berta de Sulzbach, emperatriz bizantina, (4) Lutgarda, primero esposa de Godofredo II de Lovaina y luego de Hugo XII, conde de Dagsburgo y Metz, y (5) Matilde de Sulzbach, esposa de Engelberto III de Istria.
Berengario II era un hijo de Gebardo II, conde de Sulzbach e Irmgard de Rott. Irmgard era hija de Kuno I de Rott, fundador de la abadía de Rott, y su esposa Uta. Hay una teoría que identifica a su madre como una hija de Federico III, conde de Diessen. Sin embargo, esto no está confirmado por fuentes primarias. A Irmgard se la menciona como fundadora del monasterio de Berchtesgaden. Se menciona que casó dos veces, pero es controvertida la identidad del segundo marido. El candidato más probable es Kuno, conde de Horburg.
Se considera que Gebardo II es hijo del mismo nombre de Gebardo I, conde de Sulzbach. Gebardo I es la primera persona que se conoce que haya usado ese título. El 28 de noviembre de 1043, a Gebardo se le otorgó territorio por carta de Enrique III, rey de Alemania. Allí se llama a su madre "Adalheit". La "Genealogischen Tafeln zur mitteleuropäischen Geschichte" (1965-1967) de W. Wegener la identifica con Adelaida de Susa. Siendo el padre por lo tanto Herman IV, duque de Suabia. Esta teoría ha ganado cierto apoyo. Sin embargo, Charles Cawley señala que esto colocaría su nacimiento alrededor de 1037-1038. Para que Gebardo tuviera nietos en los años 1080, "esto requeriría una sucesión de noviazgos adolescentes que parece improbable." Wegener tiene la teoría de que la esposa de Gebardo I pudo ser una hija de Berengario, conde de Nordgau. Sugiere que Sulzbach formó parte de su dote. Cawley considera que la teoría sólo se sostiene sobre "la transmisión del nombre de Berengario a la familia de su esposo." De otra manera, no se sabe que exista conexión alguna entre las familias.

## Matrimonio
Gertrudis se casó con Conrado en 1136. El matrimonio entre los Hohenstaufen y los Sulzbach llevó a relaciones estrechas entre ambas familias; en 1167, Gebardo III dejó como único heredero al emperador Federico I Barbarroja (sobrino de Gertrudis por matrimonio).
Gertrudis enfermó tras el nacimiento de su hijo Federico, y murió a los 36 años de edad en la abadía de Bad Hersfeld. Está enterrada en la iglesia de la antigua abadía cisterciense de Ebrach. 

## Descendencia
De su matrimonio con Conrado III, Gertrudis tuvo dos hijos:
- Enrique Berenguer (Heinrich Berengar) (m. 1150), quien en marzo de 1147 fue proclamado correy por su padre, siendo coronado el 30 de marzo de 1147 en Aquisgrán
- Federico IV, duque de Suabia se casó en 1166 con Gertrudis de Sajonia (m. 1196), hija de Enrique el León, duque de Baviera y de Sajonia.